# Frederick Crews

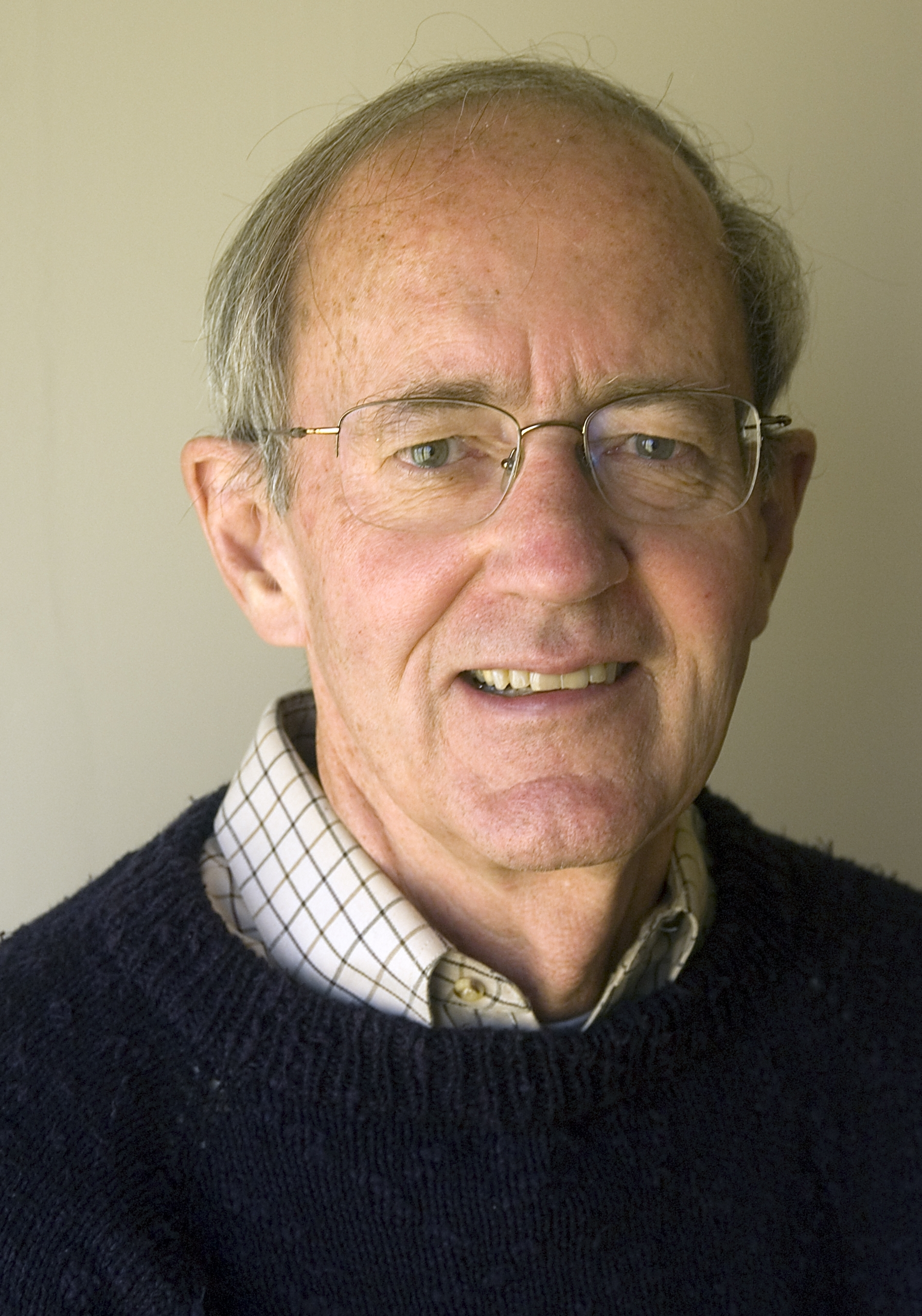
Frederick Crews (2005)

Frederick Campbell Crews (* 20. Februar 1933 in Philadelphia, Pennsylvania; † 21. Juni 2024 in Oakland, Kalifornien) war ein US-amerikanischer Literaturwissenschaftler, Hochschullehrer, Essayist und Literaturkritiker.
Crews schloss sein Englisch-Studium an der Yale University 1955 ab, wobei er in ein Programm für „Studien unter Anleitung“ wechselte, das ihn verpflichtete, auch Kurse aus den Natur- und Sozialwissenschaften und Philosophie zu belegen. Anschließend erwarb er 1958 an der Princeton University einen Ph.D in Literaturwissenschaft. Als wesentliche Einflüsse während seiner Zeit in Princeton bezeichnete Crews Fjodor Dostojewski, Friedrich Nietzsche, Hawthorne und Freud.
1958 erhielt er einen Ruf an das English Department der University of California, Berkeley, wo er 36 Jahre lang lehrte, bis er 1994 emeritiert wurde. Zwischen 1965 und 1970 war Crews in der Anti-Vietnamkriegs-Bewegung aktiv und unterstützte den Widerstand gegen Einberufungsbefehle. 
Anfänglich hielt Crews die Theorie der Psychoanalyse für eine valide Beschreibung menschlicher Motivation und war ein Vertreter der psychoanalytischen Literarkritik. Mit der Zeit betrachtete er die Psychoanalyse jedoch zunehmend als Pseudowissenschaft und kritisierte Sigmund Freud und dessen wissenschaftliche und ethische Standards. Crews war ein prominenter Teilnehmer an den „Freud-Kriegen“ der 1980er und 1990er Jahre, einer Debatte über die Reputation und Forschung Freuds und dessen Einfluss auf das 20. Jahrhundert.
Während seiner Zeit als Professor für englischsprachige Literatur in Berkeley verfasste Crews zahlreiche wissenschaftliche Werke, darunter The Tragedy of Manners: Moral Drama in the Later Novels of Henry James (1957), E. M. Forster: The Perils of Humanism (1962) sowie The Sins of the Fathers (1966) über das Œuvre von Nathaniel Hawthorne. Einer breiteren Öffentlichkeit wurde er bekannt durch The Pooh Perplex (1963), eine Sammlung satirischer Parodien auf zeitgenössische Fallbücher.